# Distretto di Merkí
Il distretto di Merkí (in kazako: Меркі ауданы) è un distretto (audan) del Kazakistan con  capoluogo Merkí.